# هيلين فلاناغان
هيلين جويس غابرييل فلاناغان (بالإنجليزية: Helen Joyce Gabriel Flanagan)‏ وهي ممثلة وعارضة أزياء و إعلامية إنجليزية بريطانية ولدت في يوم 7 أغسطس 1990 في مدينة بوري في مانشستر الكبرى في إنجلترا في المملكة المتحدة وقد مثلت روزي ويبستر في مسلسل شارع التتويج من سنة 2000 إلى 2012 وقد صنفت في 2012 ضمن أكثر 100 امرأة مثيرة في العالم في مجلة إف إتش إم في سنة 2013، وحالياً هي عشيقة لاعب كرة القدم سكوت سينكلير ولديها طفلة منه إسمها ماتيلدا.

## روابط خارجية
- هيلين فلاناغان على موقع IMDb (الإنجليزية)
- هيلين فلاناغان على موقع قاعدة بيانات الفيلم (الإنجليزية)